# Fekete József (színművész)
Fekete József, születési és 1901-ig használt nevén Schwarz József (Kecskemét, 1882. november 3. – Budapest, 1941. február 14.) magyar színművész.

## Életpályája
Schwarz Ignác és Schweiger Nina fiaként született. Színészi pályáját 1900-ban kezdte, Gáspár Jenő színigazgatónál. 1915 és 1924 között az Apolló Kabaré színésze és titkára, egy ideig gazdasági igazgatója volt. A Király Színháznál és a Nemzeti Színháznál is működött. 1929-ben kinevezték a Bethlen téri Színpad gazdasági igazgatójává. Tagja volt az Országos Színészegyesület igazgató-tanácsának. A Pesti Izraelita Hitközség Szabolcs Utcai Kórházában hunyt el tüdőgyulladás és szívizom-elfajulás következtében.
Felesége Sándor Juliska színésznő volt, akitől elvált.
A Kozma utcai izraelita temetőben nyugszik.

## Művei
- Színházi mindentudó (Szerk., 1937)